# Marais de l'Erdre
Marais de l'Erdre este o arie protejată (sit de importanță comunitară — SCI) din Franța întinsă pe o suprafață de 2.561 ha, integral pe uscat.

## Localizare
Centrul sitului Marais de l'Erdre este situat la coordonatele 47°22′04″N 1°30′19″W / 47.36786°N 1.50536°V.

## Înființare
Situl Marais de l'Erdre a fost declarat arie specială de conservare în baza directivei 92/43 din 1992 referitoare la conservarea habitatelor naturale și a faunei și florei sălbatice pentru a proteja 1 specie de plante și 11 specii de animale.

## Biodiversitate
Situată în ecoregiunea atlantică, aria protejată conține 22 de habitate naturale: Ape stătătoare oligotrofe până la mezotrofe, cu vegetație de Littorelletea uniflorae și/sau de Isoëto-Nanojuncetea, Pajiști umede atlantice temperate cu Erica ciliaris și Erica tetralix, Păduri de stejar galițio-portugheze cu Quercus robur și Quercus pyrenaica, Ape oligotrofe din câmpii nisipoase, cu un conținut foarte redus de minerale (Littorelletalia uniflorae), Liziere de ierburi înalte hidrofile de câmpie și de nivel montan până la alpin, Păduri acidofile de stejar bătrân cu Quercus robur pe câmpii nisipoase, Mlaștini împădurite, Turbării active, Păduri aluvionare cu Alnus glutinosa și Fraxinus excelsior (Alno-Padion, Alnion incanae, Salicion albae), Lacuri eutrofice naturale cu vegetație de tip Magnopotamion sau Hydrocharition, Mlaștini turboase de tranziție și turbării mișcătoare, Mlaștini calcaroase cu Cladium mariscus și specii de Caricion davallianae, Cursuri de apă de la nivel de câmpie la nivel montan, cu vegetație Ranunculion fluitantis și Callitricho-Batrachion, Păduri de fag Asperulo-Fagetum, Mlaștini alcaline, Fânețe de joasă altitudine (Alopecurus pratensis, Sanguisorba officinalis), Pajiști umede nord-atlantice cu Erica tetralix, Roci stâncoase cu vegetație pionieră de Sedo-Scleranthion sau Sedo albi-Veronicion dillenii, Depresiuni pe substraturi de turbă de Rhynchosporion, Mlaștini oligotrofe degradate, capabile încă de regenerare naturală, Pajiști cu Molinia pe soluri calcaroase, turboase sau argilos-nămoloase (Molinion caeruleae), Râuri cu maluri nămoloase cu vegetație de Chenopodion rubri p.p. și Bidention p.p..
La baza desemnării sitului se află mai multe specii protejate:
- plante (1): Luronium natans
- amfibieni (1): triton cu creastă (Triturus cristatus)
- mamifere (4): liliac cârn (Barbastella barbastellus), liliac cărămiziu (Myotis emarginatus), liliac comun (Myotis myotis), liliacul mare cu potcoavă (Rhinolophus ferrumequinum)
- nevertebrate (5): croitorul mare al stejarului (Cerambyx cerdo), Coenagrion mercuriale, Euplagia quadripunctaria, rădașcă (Lucanus cervus), Unio crassus
- pești (1): boarță (Rhodeus amarus)

Pe lângă speciile protejate, pe teritoriul sitului au mai fost identificate 7 specii de plante, 1 specie de păsări, 12 specii de amfibieni, 11 specii de mamifere, 3 specii de nevertebrate, 8 specii de reptile.